# Nathan Draper
Pour les articles homonymes, voir Draper.
Nathan Draper, né le 11 juillet 1997 à Douglas (Île de Man),, est un coureur cycliste britannique.

## Biographie
Après avoir pratiqué le football, Nathan Draper commence le cyclisme à l'âge de 12 ans.
En 2015, il se distingue en devenant champion de Grande-Bretagne sur route dans la catégorie juniors (moins de 19 ans). Il remporte également une étape puis le classement général du Tour du Pays de Galles juniors. En septembre, il représente la Grande-Bretagne lors des championnats du monde, qui se tiennent à Richmond. Toujours dans sa catégorie, il se classe huitième et meilleur coureur britannique de la course en ligne,.
En 2017, il intègre l'équipe continentale britannique Wiggins. L'année suivante, il prend la deuxième place du Mémorial Philippe Van Coningsloo.

## Palmarès
- 2014
  - Green Mountain Stage Race juniors :
    - Classement général
    - 2e étape

  - 2e du championnat de Grande-Bretagne sur route juniors
- 2015
  -  Champion de Grande-Bretagne sur route juniors
  - Tour du Pays de Galles juniors :
    - Classement général
    - 2e étape

  -  Médaillé d'argent de la course en ligne aux Jeux des Îles
  -  Médaillé d'argent du critérium aux Jeux des Îles
  -  Médaillé de bronze du contre-la-montre aux Jeux des Îles
  - 8e du championnat du monde sur route juniors
- 2018
  - 2e du Mémorial Philippe Van Coningsloo
- 2019
  -  Médaillé d'argent de la course en ligne aux Jeux des Îles

## Classements mondiaux
| Année           | 2018   |
| --------------- | ------ |
| UCI Europe Tour | 1 018e |